# トマス・ハワード (第3代エフィンガム伯爵)
第3代エフィンガム伯爵トマス・ハワード（英: Thomas Howard, 3rd Earl of Effingham, PC、1746年1月13日 - 1791年11月19日）は、イギリスの貴族。

## 経歴
1746年1月13日、第2代エフィンガム伯爵トマス・ハワードとその妻エリザベス(旧姓ベックフォード)の間の長男として生まれる。
1763年11月19日に父が死去し、第3代エフィンガム伯爵位を継承した。
1777年から1782年にかけて副軍務伯に就任し、1782年には枢密顧問官(PC)に列する。1782年から1789年にかけてはフリーメイソンのイングランド首位グランドロッジで副グランドマスターを務めた。1782年から1783年にかけて王室会計官、1784年から1789年までは造幣局長、1789年から1791年にかけてジャマイカ総督(Governor of Jamaica)を務めた。
1791年11月19日に死去した。キャサリン・プロクターと結婚していたが、子供はなく、爵位は弟のリチャード・ハワードが継承した。

## 栄典

### 爵位
- サリー州における第3代エフィンガム伯爵 (3rd Earl of Effingham in the County of Surrey)

(1731年創設グレートブリテン貴族爵位)
- サリー州におけるエフィンガムのエフィンガムの第10代ハワード男爵 (10th Baron Howard of Effingham, of Effingham in the County of Surrey)

(1554年創設イングランド貴族爵位)